# Битва біля Сльойса (1340)
Битва біля Сльойса (англ. battle of Sluys), яку також називають битвою при Еклю́зі (фр. bataille de l'Écluse) — морська битва, яка відбулася 24 червня 1340 року між флотами Англійського та Французького королівств. Битва відбулась на рейді міста Сльойс (французька назва Еклю́з), яке на той час було портом і розташовувалось на березі тоді ще не замуленої затоки (лиману) Звін між Зеландією та Західною Фландрією (з моменту битви затока Звін замулилась і сучасний Сльойс знаходиться в 5 милях від моря). Англійський флот із 120—150 кораблів очолював англійський король Едуард III, а французький флот із 230 суден — адмірал Франції, бретонський лицар Юг К'єре та конетабль Франції Ніколя Беюше. Битва стала однією із перших битв у Столітній війні.
Англійці успішно маневрували проти штучно знерухомленого французького флоту і перемогли, у підсумку захопивши або потопивши більшість французьких кораблів. Французи втратили 16 000–20 000 чоловік. В результаті битви англійський флот захопив домінуюче положення у Ла-Манші, однак англійці не змогли отримати з цього стратегічні наслідки і їх успіх лише незначним чином зменшив напади французів на англійські території та англійське судноплавство. В оперативному значенні битва дозволила англійській армії висадитися і взяти в облогу французьке місто Турне (на території сучасної Бельгії), хоча і безуспішно.

## Передумови
З часів норманського завоювання 1066 року, королі Англії мали володіння і титули на материкових землях у Французькому королівстві, володіння якими автоматично робило їх васалами французьких королів. Французькі монархи послідовно прагнули зменшувати англійську владу у власному королівстві і при першій нагоді намагались позбавити англійців їх земель у Франції. Протягом століть англійські володіння у Франції змінювались у розмірах і до 1337 року в англійському володінні залишились лише Гасконь на південному заході Франції та Понт'є на півночі Франції. Незалежні гасконці мали свої звичаї та свою мову і постачали до Англії велику частину виробленого ними червоного вина, що було дуже вигідною торгівлею. Податок, отриманий від цієї торгівлі, забезпечував англійському королю значну частину його доходів. Гасконці віддали перевагу своїм стосункам з далеким англійським королем, який залишав їх у спокої, перед французьким королем, який втручався в їхні справи. Після низки конфліктів між французьким Філіпом VI (правив у 1328–1350) та англійським Едуардом III (правив у 1327—1377), 24 травня 1337 р. Королівська Рада (Curia regis) Філіпа в Парижі погодилася, що Аквітанське герцогство повинно повернутись під владу Філіпа на тій підставі, що Едуард порушив свої вассальні зобов'язання перед французьким королем. Це призвело до початку Столітньої війни, яка тривала 116 років.

### Флоти супротивників

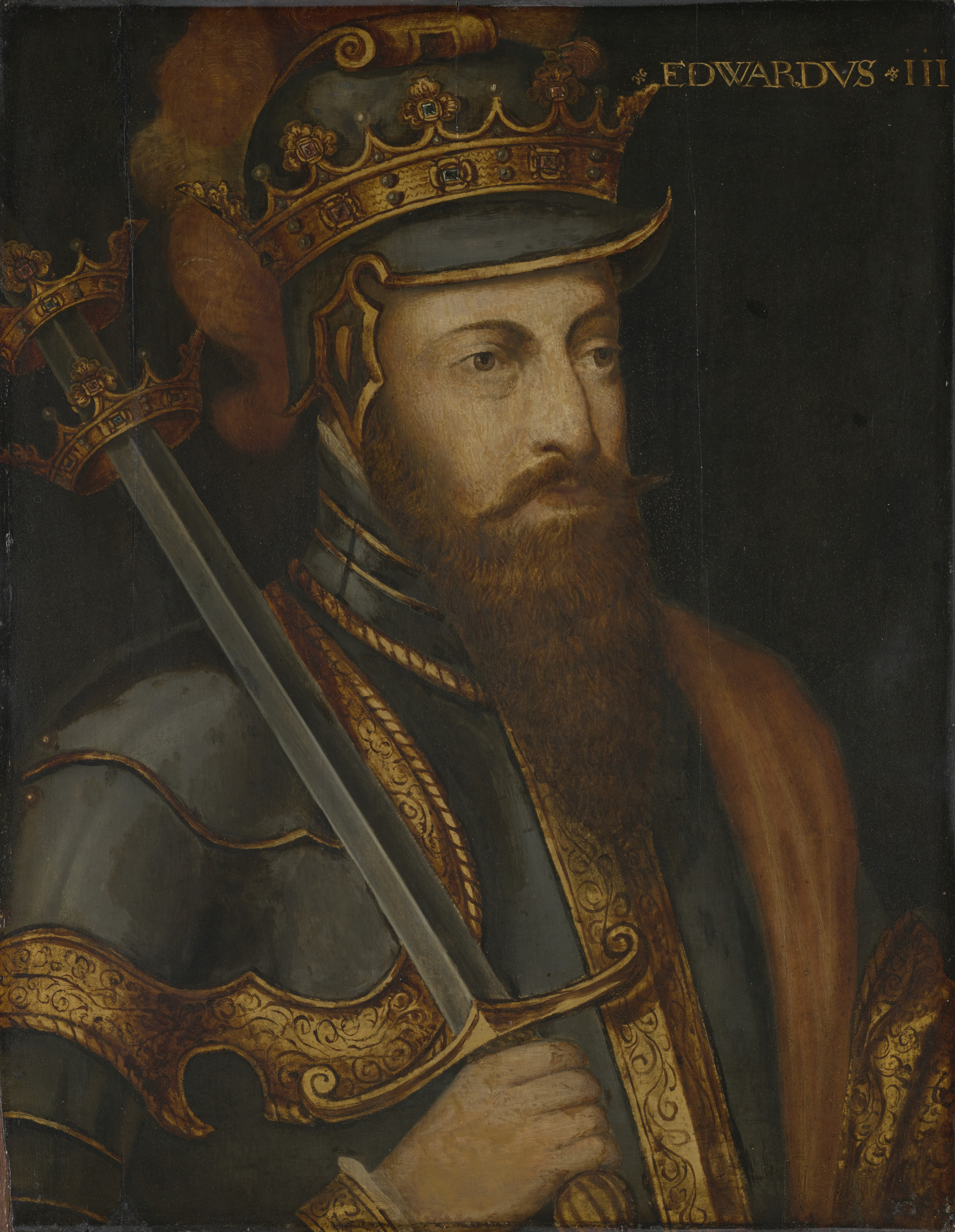
Едуард III
Портрет XVIII століття

На початку війни французи мали перевагу на морі. Південноєвропейські держави здавна використовували в Середземному морі весельні галери і французи почали використовувати їх також в Ла-Манші. Оскільки галери мали неглибоку осадку і легко маневрували за допомогою весел, вони могли проникати в мілкі гавані і були дуже маневреними, що робило їх ефективними для несподіваних рейдів і морських боїв. Флот власних французьких галер доповнювався галерами, найнятими в Генуезькій республіці та Монако. Французи активно нападали на англійське торгове судноплавство, головними вантажами якого були вино з Гасконі та вовна для Фландрії, а також здійснювали рейди на південне та східне узбережжя Англії. Управління галерами потребувало фахівців і висококваліфіковані екіпажі, котрі, як правило, також залучалися з Генуї, Монако та, меншою мірою — з інших середземноморських портів.
Англійці не мали якогось спеціально побудованого військового флоту. Оскільки Едуард володів лише трьома військовими кораблями, у формуванні флоту він покладався на реквізицію приватних суден англійських торговців — когів ганзейського типу. Коги мали глибоку осадку, круглий корпус і приводились у рух одним великим прямокутним вітрилом. Їх перетворювали на військові кораблі шляхом обладнання бойовими платформами (кастелями) на носі та кормі та встановлення марсів (воронячих гнізд) для лучників на щоглах. Коги мали водотоннажність 200—300 тон і могли перевозити багато воїнів. Високі борти когів надавали їм в ближньому бою перевагу над гребними галерами, особливо якщо вони були оснащені бойовими платформами, з яких можна було обстрілювати корабель супротивника з луків чи арбалетів або мітати на нього каміння. Згідно з англійським загальним правом, корона могла реквізувати судна у приватних власників за компенсацію, але на практиці король платив мало і несвоєчасно, через що судновласники неохоче відгукувалися на подібні заклики.

### Взаємні напади на морі
У березні 1338 року англійське місто Портсмут було захоплено і зруйновано французькими галерами. П'ять англійських кораблів, що перевозили вовну, були захоплені біля Вальхерена у вересні після жорстокого бою, відомого як битва при Арнемуйде . Втрачені кораблі включали два з трьох військових кораблів Едуарда — «Christopher» і «Cog Edward» (відомий як «великий ког»). У жовтні найбільший порт Саутгемптона був захоплений і спалений. Наступного року настала черга Гастінгса.
У 1339 році серед генуезьких найманців, найнятих французами, поширилось невдоволення оскільки їх командування не виплатило їм платню. Покладаючи провину за це на французів, у серпні генуезька депутація шукала аудієнції у французького короля. Депутація була ув'язнена, внаслідок чого генуезькі екіпажі вчинили заколот і повернулися в Середземне море. Коли обурені моряки повернулись до Генуї, вони очолили повстання, яке скинуло правлячих патриціїв і призвело до встановлення правління першого пожиттєвого дожа Генуї Симоне Бокканегра. Коли французам вдалось переконати кількох генуезьких капітанів кораблів повернутись, англійські агенти їх підкупили для відмови від цієї пропозиції. Однак, після звернення французького короля, флотилія генуезьких галер зі знаменитими генуезькими арбалетниками та лучниками на чолі з рідним братом нового дожа — Еджідіо (Жилем) Бокканегра прибули в 1340 році на допомогу французькому флоту.
У січні 1340 року англійці успішно здійснили набіг на порт Булонь, де більшість французького галерного флоту зберігалась на березі під незначною охороною. Скориставшись туманом, англійці несподівано напали на французів і перш ніж їх відкинули, знищили 18 галер, 24 інших кораблів, великі запаси військово-морського спорядження і значну частину району гавані. Французам залишилось лише 6 галер, які вони доповнили 22 гребними баржами.
Втрата флоту галер зменшила загрозу, яку представляли французи для англійського південного узбережжя і дозволила англійцям здійснювати наступальні операції. Протягом зими і весни 1340 року англійці здійснили успішні набіги на французькі порти Дьепп, Ле Трепор і Мерс.
Французи вирішили повторити англійський досвід реквізиції торгових кораблів. Філіп наказав зібрати 200 кораблів, переважно нормандських, у «Велику морську армію». Сучасні французькі документи визначають розмір флоту в складі 202 суден: 6 галер, 7 королівських військових кораблів, 22 гребні баржі і 167 торгових суден. Екіпаж становив понад 19 000 осіб, але до їх складу входило лише 150 лицарів та 500 арбалетчиків. Флотом командував адмірал Франції, бретонський лицар Юг К'єре, і великий конетабль Франції Ніколя Беюше, старший діяч французької військової ієрархії. Шістьма галерами командував брат Еджідіо Бокканегра (Барбавера), який навчився цьому ремеслу в Середземному морі, працюючи корсаром і був рідним братом першого дожа Генуезької республіки Симоне Бокканегра.
Попри те, що причиною війни стала Гасконь, Едуард зміг виділити для неї лише небагато ресурсів і в 1340 році вирішив розпочати кампанію з основними силами на північному сході Франції. Він хотів висадити свою армію і об'єднатись зі своїми континентальними союзниками: кількома державами Священної Римської імперії і фламандцями, які взимку здійняли повстання проти Франції та розпочали квітневий наступ, який зазнав невдачі. Французький контрнаступ розпочався 18 травня і мав лише частковий успіх, тож численні союзники Едуарда відчайдушно бажали, щоб англійська армія прийшла їм на допомогу.

## Підготовка сторін

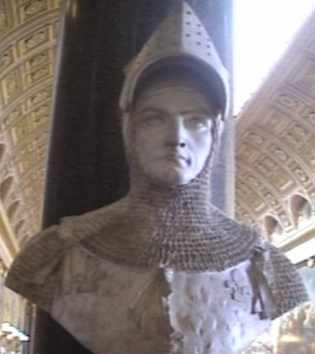
Юг К'єре, Адмірал Франції, чию голову англійці зітнули після битви (бюст XIX ст.)

Едуард планував відправити свою армію до Сльойса у Фландрії в середині квітня, але більшість англійських власників кораблів, знаючи, що вони навряд чи отримають обіцяні їм виплати, під різними приводами відмовлялися передавати кораблі. У багатьох випадках судновласники, ймовірно, підкуповували чиновників, щоб ті закривали очі і не реквізовували їх кораблі. Дату виходу флоту неодноразово переносили. 4 червня Рада короля вирішила відпливати з тими кораблями, що були зібрані, хоча вони могли перевезти лише 600 лицарів чи військових. 10 червня рада з острахом отримала звістку про те, що 8 червня французька Велика армія моря прибула до Сльойса, головного порту Фландрії. Адмірал Франції Юг К'єре та конетабль Франції Ніколя Беюше перервали англійські комунікації з континентом. Коли вони заблокували рейд, до їх флоту додалось ще 11 кораблів, довівши загальну чисельність французів до 213 кораблів.
В Аглії відбулося гостре засідання Ради. Старший радник Джон де Стратфорд, архієпископ Кентерберійський, наполягав на тому, що вихід у море в таких умовах може поставити під ризик життя короля і вся експедиція повинна бути скасована, за що його було вигнано з ради. Відтак король накинувся на осіб, відповідальних за формування флоту, які підтримали думку Стратфорда. У люті Едуард заявив: «Хто боїться, може залишитися вдома». В результаті вйшов ряд інструкцій. Була задіяна прибережна оборона і королівським офіцерам були надіслані імперативні накази не приймати жодних виправдань від сдновласників, які затагували з передачею кораблів. Едуард особисто переслідував судновласників Ярмута, найбільшого порту Англії. При цьому вже навантажені купецькі кораблі розвантажували і колишні транспортні засоби швидко переобладнували на військові кораблі, додаючи фор- та ахтер-кастелі та марси на щогли. Після вжиття енергійних заходів, які сучасний історик Джонатан Сампшон описує як «просто непересічні», на річці Орвелл до 20 червня біло зібрано значний флот. Записи про заробітну платню для англійського флоту були загублені, тому для з'ясування розміру флоту історики спиралися на оцінки літописців. З кораблів, які входили до флоту, 66 були ідентифіковані за іменами, і, як вважають, загалом флот налічував від 120 до 150 кораблів. На кораблях перебувало 1300 військових і 1000 лучників з довгими луками. Лейтенантами Едуарда були графи Нортгемптона і Хантінгдона. Флот відплив вранці 22 червня 1340 року і вже в другій половині наступного дня знаходився у прямій видимості з рейду Сльойса. Флот Едуарда став на якір у Бланкенберге і ввечері король відправив на берег Реджинда Кобема, сера Джона Чандоса та Стівена Ламбкіна для розвідки французького флоту.
Наміри Едуарда були добре відомі, він хотів піднятися по затоці Звін до Брюгге і висадити там свою армію для підтримки місцевих англійських союзників. Коли французи помітили англійський флот, вони вжили заходів, щоб перекрити Едуарду шлях до порту Сльойса. Французи розташували свій флот в три лінії, одна за одною, кожна з яких простягалася 3 милі (5 км) широти лиману Звін. Кораблі кожної лінії були зв'язані між собою ланцюгами та мотузками, щоб запобігти проходженню ворожих кораблів, «як лінія замків». Кілька великих кораблів були розміщені в передній частині лінії, в тому числі дуже великий захоплений англійський приз «Christopher». Це була звичайна середньовічна тактика для флоту, що тримав оборону. Генуезець Еджідіо Бокканегра, досвідчений командир галер, був занепокоєний цим, розуміючи, що в такому знерухомленому стані французьким кораблям бракуватиме маневреності і вони стануть зручню мішенню для англійських корабельних лучників. Він порадив французьким командирам вийти в море та скористатись вигідним положенням щодо вітру для атаки англійців під час висадки або змустити їх відкласти висадку під загрозою нападу. Ніколя Беюше, який, як констебль, виконував загальне командування французькими силами, мало розумівся на морських операціях. Він розглядав Барбаверу як простого простолюдина і мало не пірата, і, бажаючи не ризикувати, щоб англійські кораблі прорвались вверх по затоці, наполягав на тому, щоб утримувати позицію, що повністю перекриває вхід.

## Битва

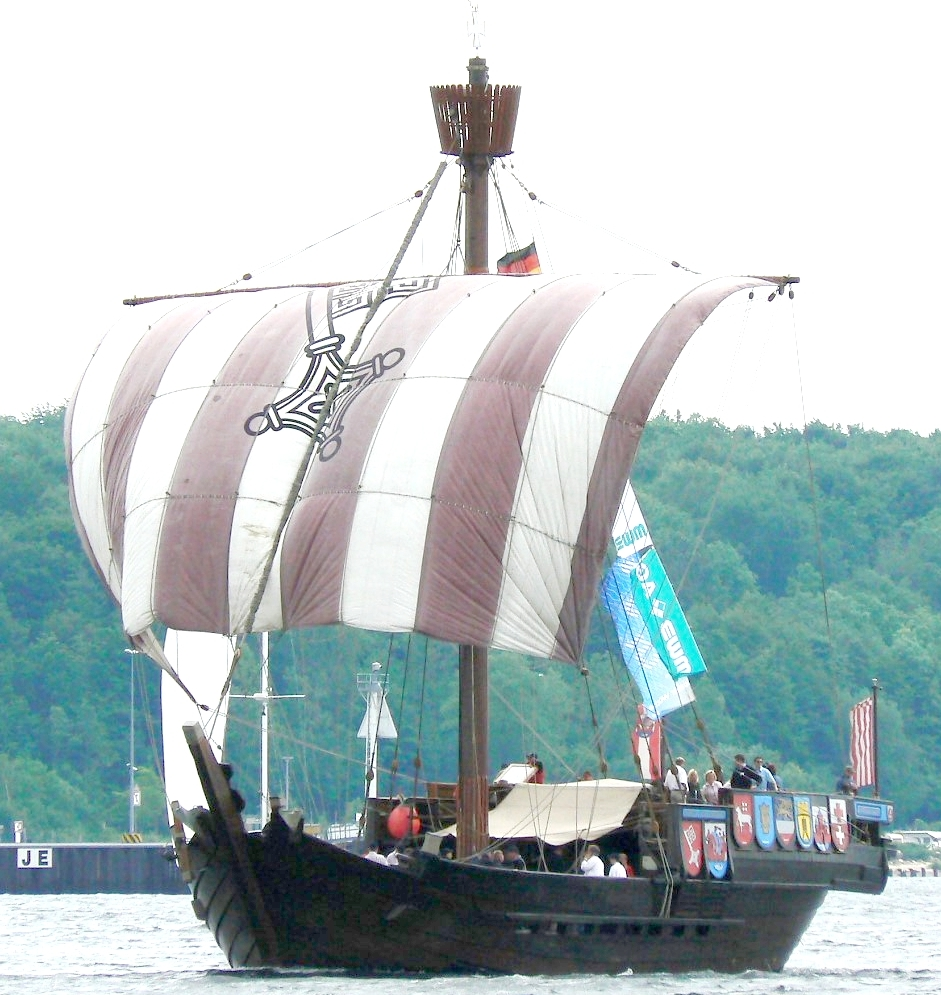
1962-го року поблизу Бремена (Німеччина) було знайдено рештки затонулого у кораблетрощі ганзейського когу, датованого 1380 р. На світлині зображено його повнорозмірну репліку. Торгівельні судна на зразок цього, наспіх перероблені на військові шхуни, становили основну масу суден обох сторін битви.

Реджинд Кобем доповів уночі перед битвою отриману інформацію щодо стану французького флоту. Едуард вийшов на рейд під час припливу наступного дня, 24 червня, маневруючи так, аби мати змогу напасти із сприятливою допомогою попутного вітру і припливу, а також сонцем у спину. Традиційно вважається, що атака розпочалася о 3-й годині по обіді. Французькі судна, котрі перед тим зв'язали між собою, — оскільки дощ і вітер працювали проти них, — знесло добряче на схід від їхніх початкових позицій і сплутало між собою. Беюше та К'єре наказали повідв'язувати судна, хоча це тепер виявилося непросто, і після чого флот спробував посунути на захід — проти вітру й припливу. Саме у такому стані безладу їх і застав напад англійців.
Едуард вислав свої кораблі проти флоту французів групами по троє — одне судно з піхотою й по два з лучниками, на кожному з флангів. Англійські судна з лучниками мали наближатися до французького судна і випускати стріли по його палубі з частотою більше, ніж десяток щохвилини на кожного стрільця, після чого на абордаж йшла піхота і намагалась захопити вороже судно. Сучасні історики Джонатан Сампшн та Роберт Гарді незалежно стверджують, що англійські лучники зі своїми довгими луками мали скорострільність удвічі чи й утричі вищу, ніж їх озброєні арбалетами французькі колеги, і значно перевершували їх чисельно. Гарді вважає, що ефективний діапазон дії довгих луків складав 300 ярдів (270 метрів), тоді як у арбалетників — всього 200 ярдів (180 метрів).
Битва дуже нагадувала наземну, з тією різницею, що відбувалася на морі. Два судна-суперники сходилися бортами й піхота вступала в рукопашний бій, у той час як підрозділи підтримки обстрілювали супротивника з луків та арбалетів. Мірою розгортання битви ставала дедалі очевиднішою провальність тактики Беюше зв'язати судна між собою — оскільки це дозволяло англійцям накидатися переважаючими силами на поодинокі судна (котрі французи вже встигли розв'язати), тоді як решта французького флоту все ще залишалася знерухомленим (зв'язаним докупи). Перевага англійських суден у живій силі, особливо лучниках, також грала роль. Один лондонський лучник того часу згадував, що англійські стріли падали «немов град узимку». Чимало французьких суден було взято на абордаж і захоплено після жорсткої боротьби. Барбавера відмовився зв'язувати свої високоманевені галери з французькими суднами і вони змогли навіть захопити кілька англійських суден. Декілька англійських знатних жінок загинуло в результаті абордажу чи потоплення їхніх суден. Коли почало ставати зрозуміло, що англійці беруть гору, їхні фламандські союзники з найближчих портів поквапилися приєднатися до битви, напосівши на французів з тилу. У листі до свого сина, король Едуард згадував, що «французи тримали найшляхетнішу оборону того дня й наступної ночі».
Пізньої ночі задня лінія французів вчинила спробу прориву. Окрім генуезьких галер на чолі з Еджідіо Бокканегра, лише 17 французьким суднам вдалося прорватися. Англійці захопили 166 французьких торговельних суден. Решта 24 кораблі з французького флоту або ж потонуло, або ж згоріло. Якщо й брали полонених, то їх було вельми небагато, а вода уся було червона від крові та рясно встелена трупами. Французи зазнали втрат між 16 й 25 тисячами убитих, значна частка з них — втопленими. Обох французьких командувачів було захоплено у полон. В помсту за організовану ними різню англійських матросів при Арнемьойдені двома роками раніше, а також за набіги на англійське узбережжя, Беюше було повішено на щоглі його ж власного корабля, а К'єре відрубали голову. Тих же французів, що спромоглися доплисти до берега, фламандські союзники англійців забивали до смерті. Під час битви занинули лише чотири англійських лицаря, а також незначна кількість інших англійців-учасників битви Хроністи того часу оцінили їхні втрати в 400—600 осіб. Англійці тоді жартували, що якби риба у Сльойській гавані могла розмовляти, то, імовірно, вона б розмовляла французькою — на знак подяки за той бенкет із тіл французів, якими вона повечеряла. Протягом багатьох днів потому прибій продовжував викидати тіла на берег. Едуарда було поранено в гомілку чи то стрілою, чи то дротиком. Сампшн підсумував так: «Французи зазнали тоді морської катастрофи такого масштабу, з якою не змогла зрівнятися жодна інша битва, аж до модерної доби».

## Наслідки

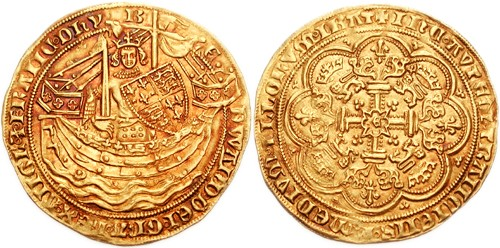
Нобль Едуарда III — англійська золота монета, вперше викарбована в 1344 році в пам'ять про перемогу в морській битві при Сльойсі (1340). На аверсі зображено погрудний портрет короля з мечем і щитом на кораблі на хвилях моря

Тактично битва дозволила Едуарду висадити свою армію, яка продовжила облогу Турне, фламандського міста, що залишалось відданим Філіпу VI, хоча кампанія закінчилася безуспішно. Після битви французи через побоювання вторгнення кинули війська до своїх прибережних районів. Філіп наказав арештувати Барбаверу за дезертирство. Стратегічно перемога мала незначний ефект. Це дало англійському флоту першість у Ла-Манші, але Філіп мав більші ресурси, ніж Едуард, і зміг швидко відбудувати французький флот навколо врятованих кораблів і тих, які не брали участі в битві. Вже через місяць після битви французька ескадра під керівництвом свого нового адмірала Роберта де Удету (Robert de Houdetot) захопила 30 торгових кораблів з англійського вовняного обозу і викинула екіпажі за борт. Французькі кораблі продовжували захоплювати англійські торгові кораблі у Північному морі та постачати людей та боєприпасами до своїх союзників, шотландців. Однак, морський історик Грехем Кашвей каже, що втрата кораблів та моряків в битві біля Сльойса економічно зруйнувала морську торгівлю Нормандії та Пікардії. У Лере (поблизу Гарфлера) була створена богадільня для догляду за постраждалими і пораненими моряками, які вже були не здатні працбвати в морі.
Англійські прибережні громади раділи перемозі та сподівались, що вона призведе до зменшення французьких нападів. Проте, вони помилились — пізніше в цьому році французи здійснили напади на острів Вайт, Портленд, Тейнмут, Плімут і Нормандські острови. У вересні англійці помстились нападом на Брест, захопивши багато кораблів, у тому числі шість повністю навантажених генуезьких торгових кораблів. У 1341 році французькі, кастильські та португальські ескадри успішно заблокували комунікації між Англією і Гасконню. Едуард доклав певних зусиль, щоб усунути кількох своїх корумпованіших чиновників, і скасував деякі привілеї деяких портів, які не змогли забезпечити кораблі.